# 21세기 가족
《21세기 가족》은 tvN에서 2012년 3월 11일부터 2012년 4월 29일까지 방송 되었던 tvN 일요 드라마이다.

## 등장 인물
- 이덕화 : 이덕화 역
- 오승현 : 오은미 역
- 이훈 : 이성기 역
- 오윤아 : 이금표 역
- 이미도 : 이은표 역
- 강원 : 이동표 역
- 조현규 : 정용필 역
- 김슬기 : 김슬기 역
- 연수진 : 이하나 역
- 김태윤 : 나봉수 역
- 조민아 : 이세나 역
- 강남 : 일본인 유학생 역
- 정수인 : 김나리 역